# Porta de San Sebastiano

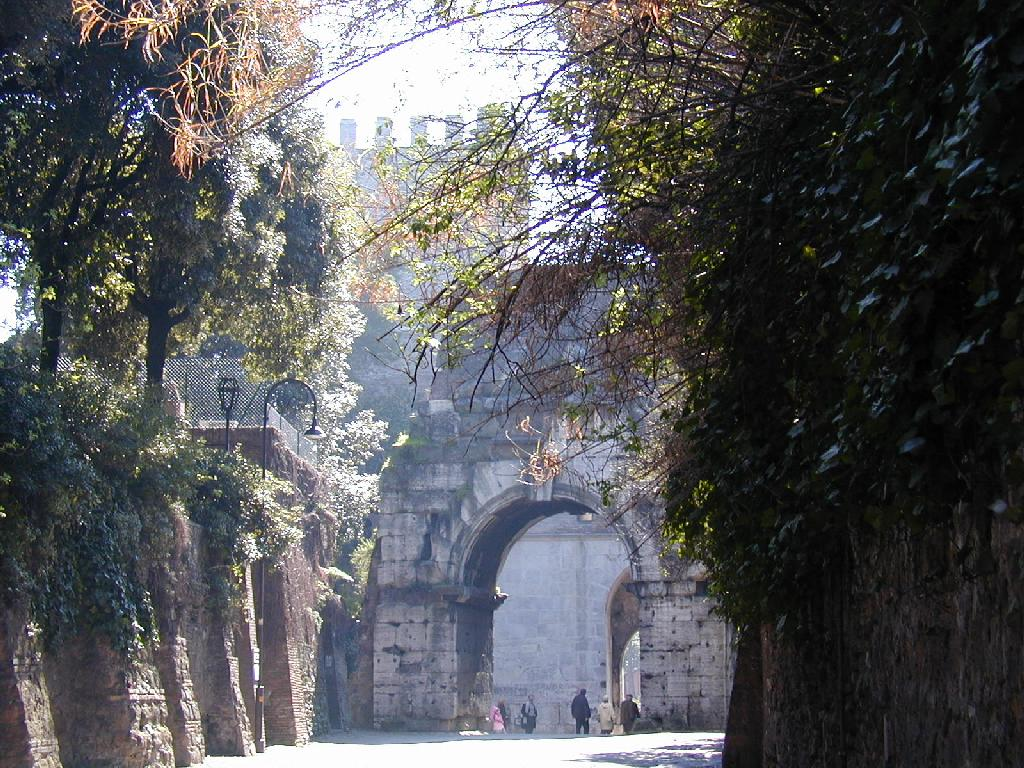
Arc de Drus (façana cap a la ciutat), la contraporta interna de la porta de San Sebastiano

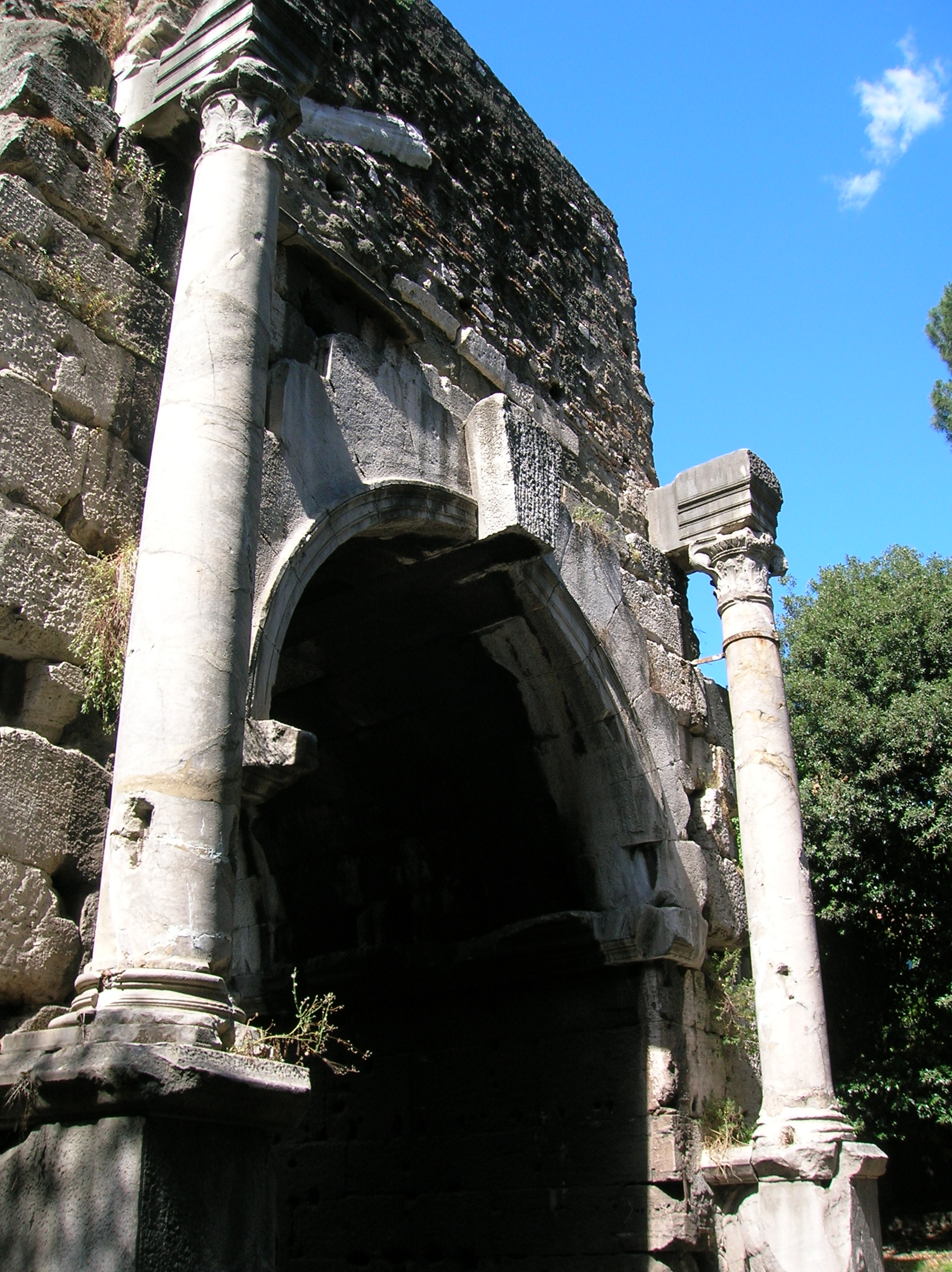
L'arc de Drus (façana cap a porta de San Sebastiano)

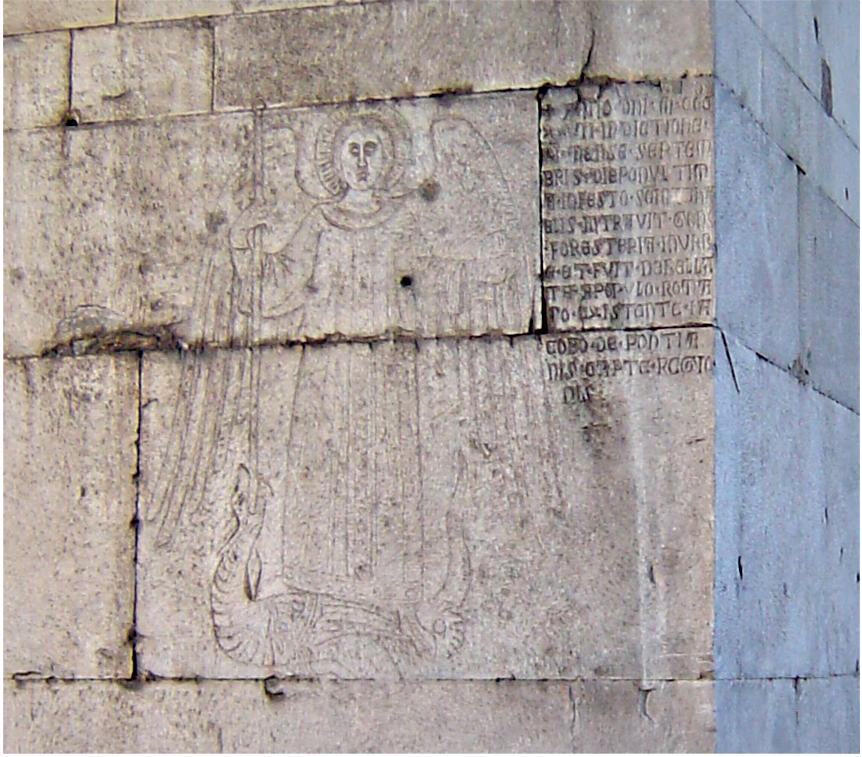
L'arcàngel Miquel i la inscripció medieval

L'actual porta de San Sebastiano ('porta de Sant Sebastià', en català) és la més gran i una de les portes millor conservades del cinturó defensiu de la Muralla Aureliana de Roma.

## Nom
El nom originari era Porta Appia perquè per allí s'eixia a la Via Àpia, la «regina viarum», que començava una mica més enrere, a la Porta Capena que s'obria a l'antiga Muralla Serviana. El nom de porta Appia el va conservar molt de temps. A l'edat mitjana també l'anomenaven Accia (o Dazza o Datia), d'etimologia prou incerta: potser per la seua proximitat el rierol Almone, anomenat «Acqua Accia». Un document de l'any 1434 l'esmenta com «Porta Domini quo vadis». Només després de mitjan segle xv es pot documentar l'ús del nom que té hui, perquè és a prop de la basílica de Sant Sebastià extramurs i de les catacumbes de San Sebastiano.

## Història
L'estructura originària és de l'època de l'emperador Aurelià que va iniciar la construcció de la muralla l'any 275. Aquesta porta tenia una obertura amb dues arcades, amb finestres al seu damunt que també tenien arcs, i situades entre dues torres semicilíndriques.
El revestiment de la façana era amb travertí. Durant una de les restauracions es van ampliar les dues torres, es van fer més altes i se les va connectar amb dos murs paral·lels a l'Arc de Drus, situat només a alguns metres del costat intern de la porta, de manera que formava un pati interior on l'arc feia de contraporta.
Amb motiu de la restauració que va fer l'emperador Flavi Honori l'any 401 o 402, la porta es va reduir a una sola arcada, amb un àtic on s'obrin dues fileres de sis finestres d'arc, i s'hi va afegir un corredor obert per on es feia la ronda. La base de les dues torres es recolzava en dos basaments de planta quadrada, revestits de marbre. Una reforma posterior que va recréixer un pis tota l'estructura, li va donar l'aspecte actual. Alguns estudiosos dubten que aquesta remodelació siga obra d'Honori, doncs no hi ha l'habitual placa recordatòria que aquest deixava en totes les seues intervencions a les muralles i portes de Roma.
El tancament es feia amb una porta de fusta de dues fulles i a més tenia una comporta de moviment vertical que lliscava per unes canaletes visibles encara hui. El tancament d'aquesta comporta es feia des de la cambra de maniobra situada damunt la porta.
Per la importància de la Via Àpia, per on s'eixia de la ciutat, sobretot en època romana, tota l'àrea tenia un intens trànsit ciutadà. Sembla que prop de la porta hi havia una zona per estacionar el transport privat dels personatges rics, perquè no es permetia el trànsit dins de la ciutat als mitjans privats, ni tan sols els dels membres de la casa imperial, que s'estacionaven en una zona reservada («mutatorium Caesaris») propera, a l'inici de la Via Àpia.
Són molt interessants algunes incisions encara visibles dibuixades sobre el revestiment de travertí de les bases del monument. Podrien ser indicacions per al mesurament del treball dels talladors de pedra. Segons l'historiador Antonio Nibby, al centre de l'arc de la porta, al costat extern, hi havia esculpida una creu grega inscrita en una circumferència, amb una inscripció en grec, dedicada a Conó de Naso, venerat com a sant, i a sant Jordi, datada entre el segle vi i el segle vii, però no se n'ha conservat cap traça visible. A la dreta de la porta, a la part interna, hi ha gravada la figura de l'arcàngel Miquel matant un drac: al costat de la figura es pot llegir, en escriptura gòtica, un text que commemora la batalla que va tenir lloc el 29 de setembre de 1327 (dia de Sant Jordi) entre les milícies romanes gibel·lines de la família Colonna, guiades per Giacomo de’ Pontani (o Ponziano), contra l'exèrcit güelf i gibel·lí del rei de Nàpols Robert d'Anjou, guiades per Giovanni d'Epiro i Gaetano Orsini.
Es poden veure diversos escrits a les parets i a les portes. Segurament són obra dels pelegrins les moltes creus gravades als murs i el monograma de Crist (JHS) visible a la paret esquerra de la porta, al davant de l'arcàngel Miquel. S'hi poden llegir alguns noms italians i estrangers (un cert Giuseppe Albani hauria escrit tres vegades el seu nom en tres dates diferents, que es poden desxifrar fins a l'any 1622. Per a ús de viatgers estrangers algú hi va gravar una espècie d'indicació per arribar a la porta de San Giovanni o a la basílica de Sant Joan del Laterà, visible a la banda esquerra: «Di qua si va a S. Gio…», interrompuda per unes incisions.
El 5 d'abril de 1536, amb l'arribada a Roma de l'emperador Carles V, Antonio da Sangallo el Jove va transformar la porta en un arc de triomf, decorant-la amb estàtues, columnes i frisos. Va enderrocar alguns edificis existents per obrir una via triomfal fins al Fòrum. Aquest fet es va immortalitzar amb una inscripció sobre l'arc, que comparava Carles V amb Escipió Africà. Per aquesta porta va passar també, el 4 de desembre de 1571, la processó en honor de Marco Antonio Colonna, vencedor de la batalla de Lepant, amb la desfilada dels cent seixanta presoners turcs encadenats. En aquesta ocasió el Pasquino, la famosa estàtua parlant de Roma, va donar-ne la seua opinió, aquesta vegada sense paraules: amb el cap d'un turc sagnant i una espasa.
Ja des del segle v i almenys fins al segle xv, està documentada la pràctica de licitar o vendre a particulars el dret de pas per les portes de la ciutat i el cobrament del peatge per passar-hi. En un document de l'any 1467 es parla d'un edicte que detalla la licitació de les portes de la ciutat durant un any. En un document del 1474 s'explica que el preu de concessió per les portes Llatina i Appia juntes era de «fiorini 39, sollidi 31, donin. 4 per sextaria» («taxa semestral»): no és un preu massa alt, perquè el trànsit no hi devia ser excessiu. El preu de pas es regulava amb taules que es referien a cada tipus de mercaderia, però segurament s'arrodonien, cosa que donava lloc a abusos de tota mena si s'ha de jutjar per la quantitat de protestes, edictes i amenaces que es van emetre.
Al costat de la torre occidental es veuen traces d'una portella closa amb una paret. Alguns estudiosos creuen que es va obrir i tornara a tancar en un espai curt temps, perquè no presenta senyals evidents d'haver estat usada.
Pel que fa a l'interior de l'edifici on hi ha la porta, les transformacions més importants són recents, fetes entre 1942 i 1943, quan el secretari del partit feixista va ocupar tota l'estructura. D'aquesta època són també els mosaics bicromats en blanc i negre que decoren alguns ambients.
Actualment les torres acullen el Museu de les Muralles, on es poden observar diversos models de la construcció de les muralles i de les portes.